# Ma-ui
Ma-ui (hangul: 마의; hancha: 馬醫) – południowokoreański serial telewizyjny emitowany na antenie MBC. Był emitowany od 1 października 2012 roku do 25 marca 2013 roku, w poniedziałki i wtorki o 21:55, liczy 50 odcinków. 37 odcinek osiągnął najwyższą oglądalność 23,7% (Nielsen Korea) / 24,2% (TNMS).
Serial kręcony był na planie Dae Jang-geum Park, upamiętniał 51 rocznicę MBC. Główne role odgrywają w nim Cho Seung-woo i Lee Yo-won.

## Opis fabuły
Serial przedstawia życie weterynarza wywodzącego się z niskiej klasy z czasów Joseon, specjalizującego się w leczeniu koni, który staje się królewskim lekarzem odpowiedzialnym za zdrowie króla.

## Obsada

### Główna
- Cho Seung-woo jako Baek Kwang-hyun
  - Ahn Do-gyu jako młody Kwang-hyun
- Lee Yo-won jako Kang Ji-nyeong
  - Roh Jeong-eui jako młoda Ji-nyeong/Young-dal
- Son Chang-min jako Lee Myung-hwan
- Yoo Sun jako Jang In-joo
- Lee Sang-woo jako Lee Sung-ha
  - Nam Da-reum jako młody Lee Sung-ha
- Lee Soon-jae jako Ko Joo-man
- Han Sang-jin jako Król Hyeonjong
- Kim So-eun jako księżniczka Sukhwi
- Jo Bo-ah jako Seo Eun-seo

### W pozostałych rolach
- Kim Chang-wan jako Jung Sung-jo
- Jeon No-min jako Kang Do-joon, ojciec Kwang-hyuna
- Choi Soo-rin jako Joo In-ok
- Kim Hye-sun jako Królowa Inseon
- Lee Hee-do jako Choo Ki-bae
- Maeng Sang-hoon jako Oh Jang-bak
- Ahn Sang-tae jako Ja-bong
- In Gyo-jin jako Kwon Suk-chul
- Jang Hee-woong jako Yoon Tae-joo
- Yoon Bong-gil jako Park Dae-mang
- Choi Beom-ho jako Jo Jung-chul
- Shin Gook jako Shin Byung-ha
- Ahn Yeo-jin jako dama dworu Kwak
- Lee Kwan-hoon jako Ma Do-heum
- Lee Ga-hyun jako Królowa Myeongseong
- Joo Jin-mo jako Sa-am
- Uhm Hyun-kyung jako So Ka-young
- Park Hyuk-kwon jako Baek Seok-gu
- Hwang Young-hee jako żona Baek Seok-gu
- Yoon Hee-seok jako Seo Doo-shik
- Kim Young-im jako Jo Bi
- Oh Eun-ho jako Hong Mi-geum
- Oh In-hye jako Jung Mal-geum
- Seo Beom-shik jako Kang Jung-doo
- Im Chae-won jako Lee Myung-hwan
- Na Sung-kyun jako Park Byung-joo
- Lee Sook jako Choi Ga-bi
- Heo Yi-seul jako Park Eun-bi
- Yoo In-suk jako rolnik
- Han Choon-il jako lekarz w stajni królewskiej
- Jeon Heon-tae jako lekarz w stajni królewskiej
- Kim Ho-young jako Oh Kyu-tae
- Na Jae-kyun jako Do Seung-ji
- So Hyang jako Kyu-soo
- Jung Dong-gyu jako Shim Moon-kwan
- Kim Tae-jong jako Ji-pyung
- Lee Jong-goo jako ojczym Lee Myung-hwana
- Yang Han-yeol jako przyjaciel młodej Ji-nyeong
- Oh Jung-tae jako Doo-mok
- Kang Shin-jo jako Guru Uigeumbu
- Shin Joon-young jako Byun
- Kim Ik-tae
- Choi Eun-seok
- Ki Yeon-ho
- Park Gi-san
- Song Yong-tae

### Gościnnie wystąpili
- Jung Gyu-woon jako Książę Koronny Sohyeon (1. syn Injo)
- Kyung Soo-jin jako Księżniczka Koronna Minhoe (żona Księcia So Hyuna)
- Sunwoo Jae-duk jako Król Injo
- Choi Deok-moon jako Król Hyojong (2. syn Injo)
- Kwon Tae-won jako Kim Ja-jeom
- Jang Young-nam jako żona Do-joona i matka Kwang-hyuna
- Seo Hyun-jin jako Jo So-yeong, później Jo Gwi-in (3. żona Injo)
- Jo Deok-hyun jako Lee Hyung-ik
- Song Min-hyung jako Boo Tae-soo
- Lee Hee-jin jako Woo-hee
- Im Byung-ki jako Soo-bo, starszy brat Woo-hee
- Yoon Jin-ho jako Choi Hyun-wook
- Park Young-ji jako Hong Yoon-shik
- Kang Han-byeol jako mały książę korony, później Król Sukjong

## Nagrody i nominacje
| Rok  | Nagroda          | Kategoria                                                | Nominowany    | Wynik     |
| ---- | ---------------- | -------------------------------------------------------- | ------------- | --------- |
| 2012 | MBC Drama Awards | Wielka nagroda (Daesang)                                 | Cho Seung-woo | Wygrana   |
| 2012 | MBC Drama Awards | Najlepszy serial                                         | Ma-ui         | Nominacja |
| 2012 | MBC Drama Awards | Top Excellence Award, Actor in a Special Project Drama   | Cho Seung-woo | Wygrana   |
| 2012 | MBC Drama Awards | Top Excellence Award, Actor in a Special Project Drama   | Son Chang-min | Nominacja |
| 2012 | MBC Drama Awards | Top Excellence Award, Actress in a Special Project Drama | Lee Yo-won    | Nominacja |
| 2012 | MBC Drama Awards | Top Excellence Award, Actress in a Special Project Drama | Yoo Sun       | Nominacja |
| 2012 | MBC Drama Awards | Excellence Award, Actor in a Special Project Drama       | Han Sang-jin  | Nominacja |
| 2012 | MBC Drama Awards | Excellence Award, Actor in a Special Project Drama       | Lee Sang-woo  | Wygrana   |
| 2012 | MBC Drama Awards | Excellence Award, Actress in a Special Project Drama     | Kim Hye-sun   | Nominacja |
| 2012 | MBC Drama Awards | Najlepsza nowa aktorka                                   | Kim So-eun    | Wygrana   |